# آنا ۲۶۵
سیارک ۲۶۵ (به انگلیسی: 265 Anna) دویست و شصت و پنجمین سیارک کشف شده‌است که در ۲۵ فوریه ۱۸۸۷ و در وین کشف شد.
قدر مطلق سیارک برابر ۱۱٫۲۰ است.